# Trójkąt Lidzbarski

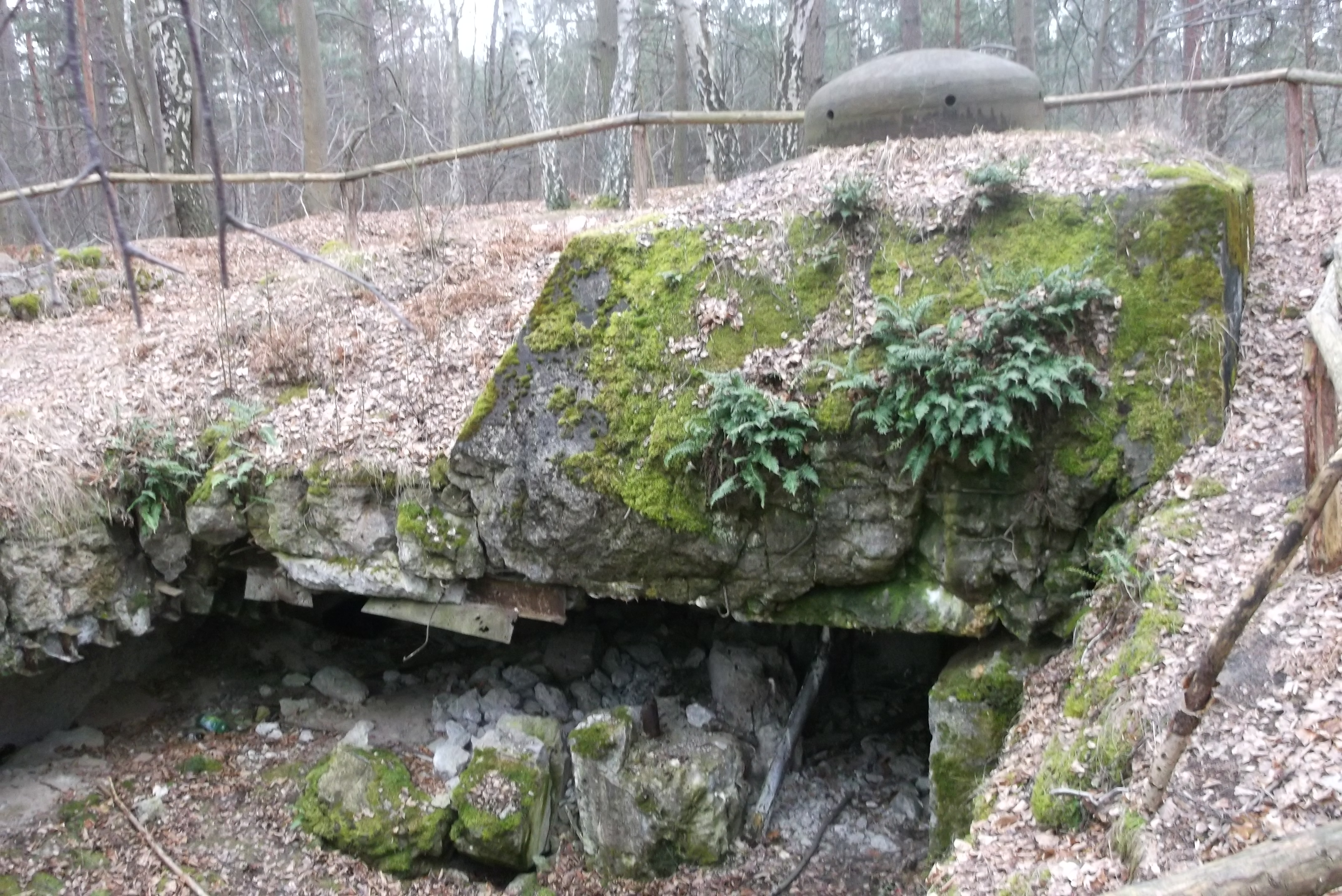
Gdy w 1939 tworzono numerację schronów bojowych, to właśnie schron umocnień Trójkąta Lidzbarskiego przy trasie 504 Braniewo–Frombork otrzymał nr 1. Zachowana na schronie pancerna kopuła (2015).

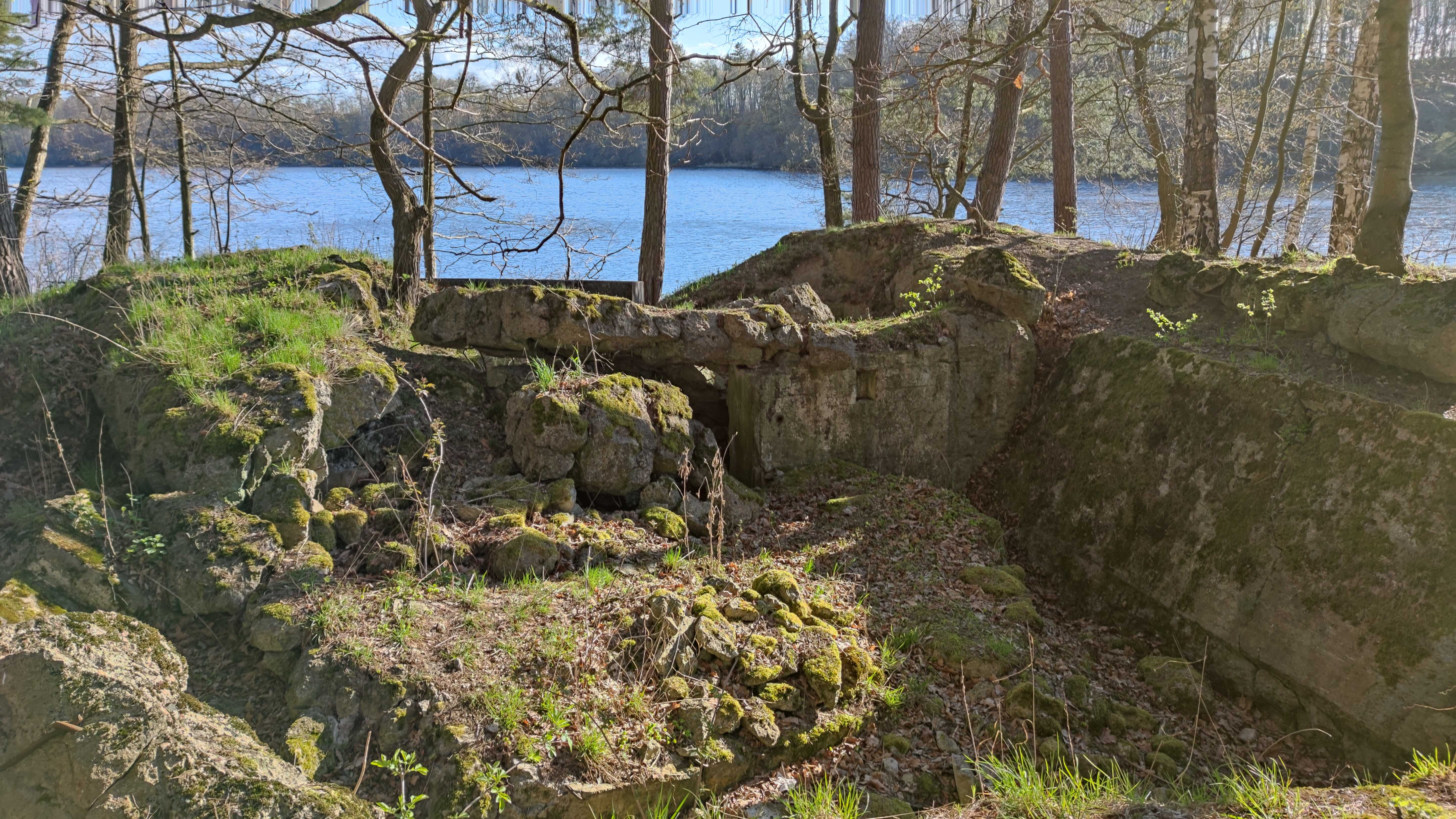
Ruiny bunkra przy Jeziorze Pierzchalskim

Trójkąt Lidzbarski (niem. Heilsberger Dreieck) – pierwszy z systemów fortyfikacji obronnych w Prusach Wschodnich, budowany w latach 1928–1937.

## Historia i nazwa
Skutki I wojny światowej to m.in. rozmaite sankcje nałożone na stronę niemiecką. Wśród postanowień traktatu wersalskiego był m.in. zakaz wznoszenia budowli i umocnień wojennych. Na terenie Prus Wschodnich dozwolony obszar budowy nowych umocnień ograniczał trójkąt Mrągowo-Morąg-Iława Pruska (ob. Bagrationowsk). Od centralnie położonego w nim Lidzbarka Warmińskiego przyjął on nazwę Trójkąta Lidzbarskiego.

## Wykorzystanie
Była to pierwsza pozycja obronna budowana w Prusach Wschodnich po I wojnie światowej, gdyż oderwana po 1918 enklawa Prus Wschodnich pozostawała bez dostatecznej obrony. Początkowo tworzyły ją niewielkie budowle o niskiej kategorii obronności "D". Większe schrony powstały dopiero w latach 1936–1937, po odrzuceniu ograniczeń traktatu wersalskiego. Po rozpoczęciu II wojny światowej w 1939 nie planowano obsadzenia i wykorzystania umocnień. Dopiero w lutym-kwietniu 1945 wycofująca się 4 Armia pod dowództwem generała Friedricha-Wilhelma Müllera toczyła tu zacięte walki z wojskami 3. Frontu Białoruskiego. Wynikało to z rozkazu Adolfa Hitlera, który polecił utrzymanie Prus Wschodnich za wszelką cenę.